# How the West Was Won
How The West Was Won är ett trippel-livealbum med rockbandet Led Zeppelin. Albumet gavs ut på CD 27 maj 2003 och på DVD-audio 20 oktober samma år. Materialet är från två konserter 1972 på Long Beach Arena respektive LA Forum i Kalifornien, USA.
På omslaget till albumet hävdas det att låtarna är tagna i ett stycke men enligt The Garden Tapes har Jimmy Page klippt och klistrat en del med originalmaterialet.

## Låtlista

### CD 1
1. "LA Drone" (Page/Jones) 0:14
2. "Immigrant Song" (Page/Plant) 3:42
3. "Heartbreaker" (Page/Plant/Jones/Bonham) 7:25
4. "Black Dog" (Page/Plant/Jones) 5:41
5. "Over the Hills and Far Away" (Page/Plant) 5:08
6. "Since I've Been Loving You" (Page/Plant/Jones) 8:02
7. "Stairway to Heaven" (Page/Plant) 9:38
8. "Going to California" (Page/Plant) 5:37
9. "That's the Way" (Page/Plant) 5:54
10. "Bron-Y-Aur Stomp" (Page/Plant/Jones) 4:55

### CD 2
1. "Dazed And Confused" (Page) (inspired by Jake Holmes) 25:25
2. "What Is and What Should Never Be" (Page/Plant) 4:41
3. "Dancing Days" (Page/Plant) 3:42
4. "Moby Dick" (Page/Jones/Bonham) 19:20

### CD 3
1. "Whole Lotta Love" (Page/Plant/Jones/Bonham/Willie Dixon) 23:08
2. "Rock and Roll" (Page/Plant/Jones/Bonham) 3:56
3. "The Ocean" (Page/Plant/Jones/Bonham) 4:21
4. "Bring It On Home" (Willie Dixon/Jimmy Page/Robert Plant) 9:30